# Ernesto Icaza Sánchez
Trinidad Ernesto Timoteo Francisco Icaza Sánchez (* 26. Januar 1866; † 1935) war ein mexikanischer Porträt- und Tiermaler sowie ambitionierter Reiter, der durch seine Pferde- und Reitergemälde bekannt wurde.

## Biografie
Ernesto Icaza war Sohn von Joaquín de Icaza Mora und seiner zweiten Frau María de la Luz Victoria Sánchez Colomo, aus deren Ehe vier weitere Kinder hervorgingen. Bekannt ist, dass seine Mutter bereits 1881 verstarb, als er 15 Jahre alt war. Am 25. Februar 1891 heiratete er Diega María Ángela Cruzado Basabe. Die Ehe mit ihr blieb kinderlos. Es ist nicht bekannt, ob er Malerei studierte oder sich die Fertigkeiten autodidaktisch aneignete. Neben hunderten von Ölbildern auf Leinwand oder Karton malte er zwischen 1910 und 1920 ein paar der für diese Zeit in Mexiko typischen Murales. Aufgrund seiner Pferde- und Reitermotive ging er als „Charro Pintor“ („Reitermaler“) in die Kunstgeschichte Mexikos ein. Seine Bilder sind heute in bekannten Galerien und Museen zu finden, viele davon befinden sich auch in Privatbesitz.